# Каретниковы
Каретниковы — династия купцов и предпринимателей в Российской империи. Владели несколькими фабриками, в частности, мануфактурой в селе Тейково Шуйского уезда Владимирской губернии.

## История
Династия Каретниковых ведет свое происхождение от московских купцов. Первые упоминания о них относятся к переписи 1747 года, где зафиксирована семья купцов Каретниковых Дмитровской сотни города Москвы по 2-й ревизии. В материалах 3-й ревизии 1764 года сообщается об их переселении в село Тейково до 1764 года. Родоначальником тейковской ветви династии принято считать Петра Семёновича Каретникова (1718—1774). По данным 3-й ревизии, П.С. Каретников был женат на Ксении Ивановне, дочери тейковского крестьянина Ивана Горбушкина.
Наибольшая часть жителей занимается работами фабричными. Мужчины набивают ситцы, а женщины ткут миткаль и разматывают пряжу, что для них кажется выгоднее хлебопашества. И действительно, многие работают на находящейся здесь фабрике Каретникова и не заботятся, есть ли у них оброк или нет: как только придет время платежа, Каретников вносит за всех их прямо в вотчинное правление по несколько тысяч рублей, хотя бы у них заработанных и не было
Около 1760-х годов Пётр Семёнович стал жить вблизи Тейково, где и основал свою первую набивную мануфактуру. Фабрика впервые упоминается в документах в 1787 году. В период эпидемии морового поветрия 1771 года семейство Каретниковых окончательно переехало из Москвы, поселившись сначала в деревне Василево, а затем, взяв в аренду землю у князя Вяземского, в селе Тейково.
После смерти Петра Семёновича управление предприятием перешло к его сыну — Ивану Петровичу Каретникову (1738—1806). И.П. Каретников состоял во 2-й купеческой гильдии, выкупил арендованную землю в собственность вместе с крепостными крестьянами и в 1802 году основал первые каменные корпуса фабрики. По некоторым данным, именно Иван Петрович, получивший знания о набивном искусстве, нашёл способ закрепления пунцовой краски на полотнах, что стало одним из конкурентных преимуществ продукции Каретниковых.
Иван Иванович Каретников (1764—1810), сын Ивана Петровича, продолжил дело отца. Он решил ориентировать производство на набивку тканей, поставляемых из Бухарского эмирата и Хивинского ханства. И.И. Каретников обладал знаниями и способностями колориста и внедрил на фабрике пунцовое крашение. Продукция мануфактуры Каретниковых, отличавшаяся качеством и колоритом, пользовалась спросом на выставках и отмечалась наградами.
После смерти Ивана Ивановича дело унаследовал его сын — Степан Иванович Каретников (?—1852) — купец 2-й гильдии, с 1835 года потомственный почётный гражданин. Под его руководством предприятие было расширено и модернизировано. В 1835 году фабрика впервые получила серебряную похвальную медаль на выставке в Москве «за весьма обширное производство ситцев прочных красок и умеренные цены, занятие более 3 тысяч рабочих и прилагаемые о них попечения». С 1850 года Каретниковы начали строительство бумагопрядильной и ткацкой фабрики. Брак Степана Ивановича с Александрой Дмитриевной Хлебниковой, дочерью купца 1-й гильдии, способствовал развитию торговли и расширению деловых связей. В дальнейшем к управлению предприятием был привлечен двоюродный брат Александры Дмитриевны.
В 1853 году Василий Степанович Каретников (26 января 1829 — 22 ноября 1880) и его мать А. Д. Каретникова учредили торговый дом «А. Каретниковой с сыном». Василий Степанович, потомственный почётный гражданин, мануфактур-советник и купец 1-й гильдии, продолжил модернизацию производства. В 1850-е годы были механизированы бумагопрядильная и ткацкая фабрики. В 1860-х годах В.С. Каретников открыл при ситцепечатной мануфактуре химико-аналитическую лабораторию, став одним из первых среди русских промышленников, кто внедрил научный подход в производство. В 1877 году было учреждено Товарищество мануфактур «А. Каретниковой с сыном», большая часть паёв которого принадлежала семье Каретниковых. В 1918 году предприятие было национализировано и на сегодняшний день его здания занимает ОАО «Тейково ХБК».

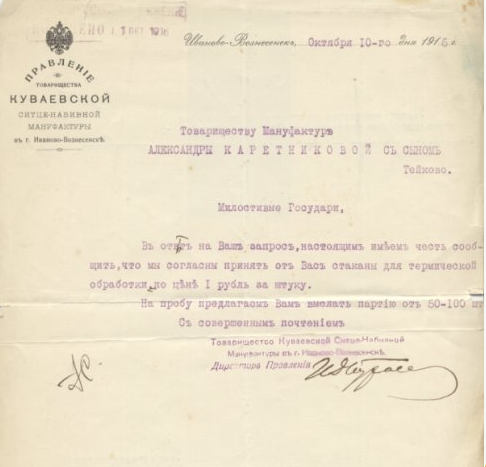
Один из документов мануфактуры Каретниковых

После смерти Василия Степановича Каретникова дело перешло к его сыновьям, которые также носили звание потомственных почётных граждан и были купцами 1-й гильдии:
Степан Васильевич Каретников (13 января 1855 — 2 февраля 1895);
Иван Васильевич Каретников (12 мая 1856 — 11 ноября 1906).
Братья получили высшее образование в Московском университете: Степан Васильевич окончил юридический факультет (1878), Иван Васильевич — отделение естественных наук (1879). Они продолжили развитие предприятия, уделяя внимание продвижению продукции на среднеазиатском рынке. В 1900 году были открыты торговые отделения компании в Средней Азии.
Продукция фабрик Каретниковых неоднократно отмечалась наградами на российских и международных промышленных выставках: в 1835 и 1849 годах медали на выставках российских фабричных изделий в Москве и Санкт-Петербурге, несколько золотых медалей в Санкт-Петербурге (1861) и Москве (1862), большая бронзовая медаль в Вене (1873), большая серебряная (1878) и золотая (1889) медали в Париже, золотая медаль на Среднеазиатской выставке в Москве (1891). С 1865 года Товарищество получило право изображать государственный герб на своей продукции и документации. Текстильная фабрика Товарищества «А. Каретниковой с сыном» являлась одним из крупнейших предприятий отрасли. Товариществу также принадлежали лесные угодья и торфоразработки.
Помимо предпринимательской деятельности, Каретниковы занимались благотворительностью, содержали богадельни и народное училище в Тейково (с 1880 года), являлись попечителями ряда земских образовательных учреждений в Ковровском, Суздальском и Шуйском уездах. В частности, В.С. Каретников безвозмездно предоставил помещение для Тейковского земского училища, а после его смерти на завещанные им средства была построена богадельня и школа в Тейково. Сыновья Василия Степановича продолжили традицию благотворительности, оказывая попечение о различных образовательных и социальных учреждениях.

## Галерея

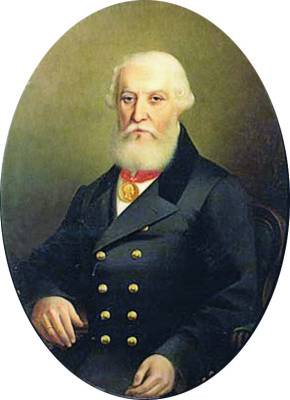
Портрет С. И. Каретникова
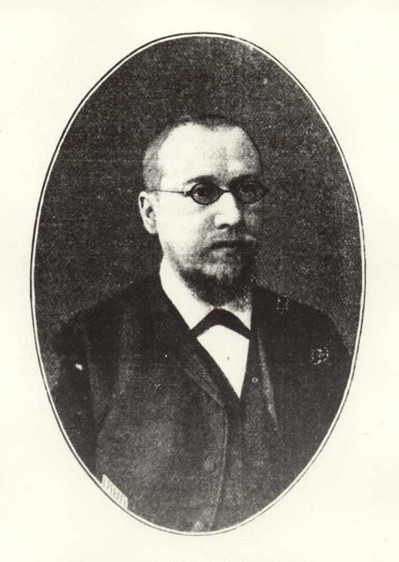
Фотография С. В. Каретникова
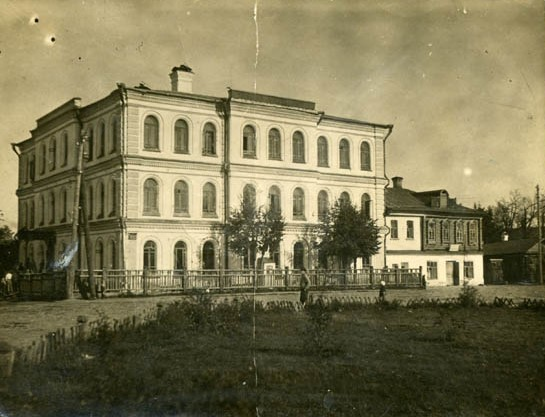
Бывшая народная школа Каретниковых
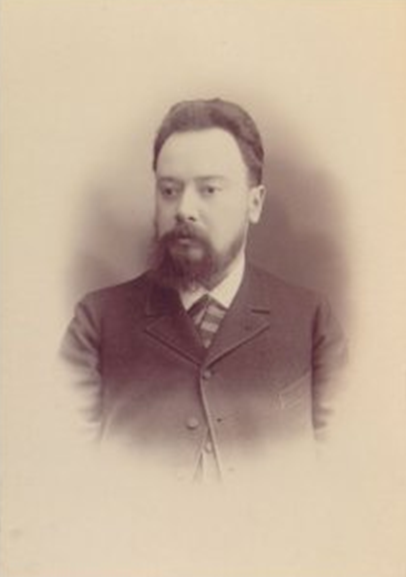
Фотография Ивана Васильевича Каретникова
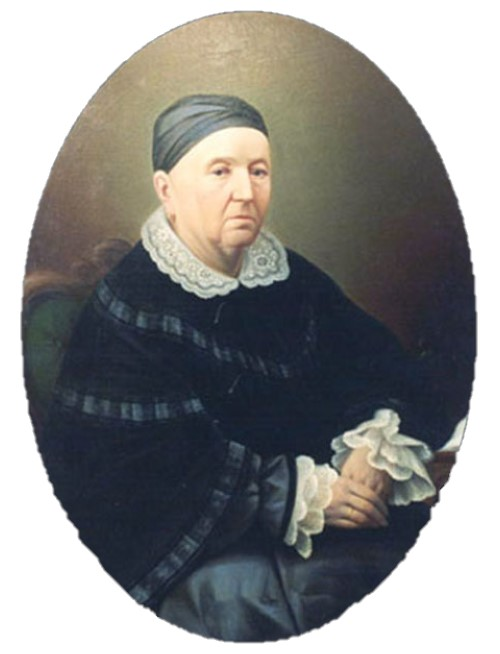
Портрет Александры Дмитриевны Каретниковой
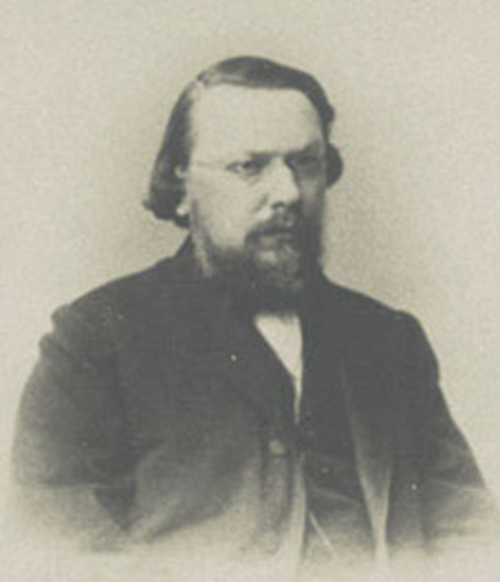
Фотография Василия Степановича Каретникова
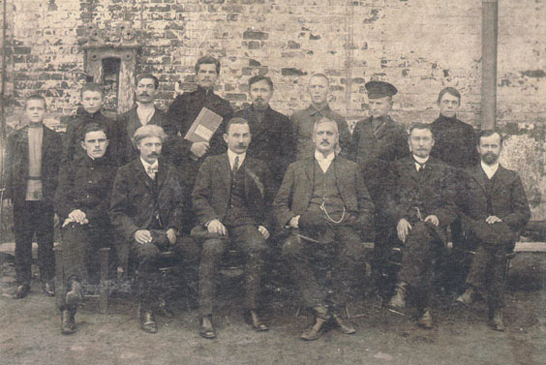
Служащие Товарищества мануфактур Каретниковых
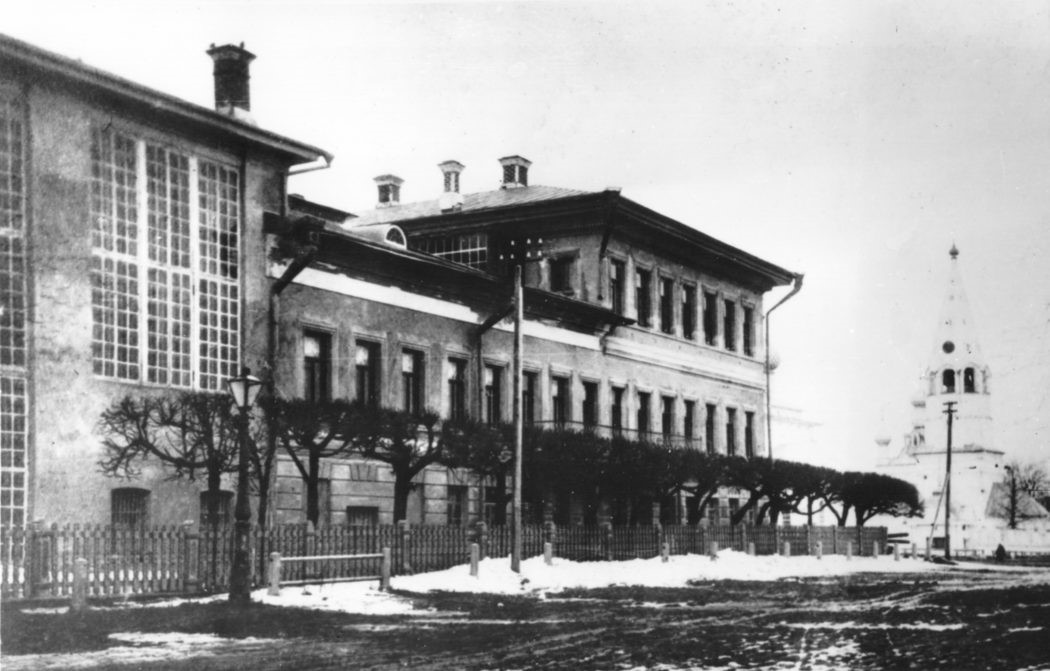
Дом Каретниковых